# Sissy Sonnleitner
Sissy Sonnleitner (* 2. Juni 1953 in Kötschach-Mauthen) ist eine österreichische Köchin und Autorin von Kochbüchern.

## Leben
Sissy Sonnleitner wurde als jüngste von vier Töchtern des Gastwirtehepaares Elisabeth und Herbert Rainer in Mauthen geboren. 1903, nach einer großen Brandkatastrophe in Mauthen, hatten die Vorfahren von Herbert Rainer die familieneigene Färberei in ein Gasthaus umgewandelt. Seither ist es im Besitz der Familie. Die erstmalige Erwähnung des Gasthauses findet sich im Baedeker in der Ausgabe von 1914.
Sissy Sonnleitner hatte in Jugendjahren keine Ambitionen, die Familientradition fortzuführen. Allein der Weggang der drei älteren Schwestern führte dazu, dass sie, gemeinsam mit ihrem Mann Kurt, 1978 den „Gasthof Kellerwand“ übernahm.
In den 70er Jahren änderte sich der Tourismus in Kötschach-Mauthen durch die Eröffnung der Tauernautobahn schlagartig. Sissy und Kurt Sonnleitner mussten sich nach Alternativen zum bisherigen Gasthof-Konzept umsehen. Der Besuch eines Kochseminars bei Elfie Casty in der Schweiz führte zu der Idee eines individuellen Landhauses mit ausgezeichneter Küche. 
Im Laufe der Jahre entwickelte sie gemeinsam mit ihrem Mann aus der regionalen Küche und dem Einfluss des nahegelegenen Italien die sogenannte Alpen-Adria-Küche. Der Gasthof hieß Landhaus Kellerwand und wurde 2019 geschlossen.
Seit März 2020 hat Sissy Sonnleitner einen Blog mit dem Titel Liebe schafft alles.
Sie hat vier Töchter, ihr Mann Kurt Sonnleitner starb 2017.

## Auszeichnungen
- 1982: Aufnahme in den Gault-Millau
- 1990: „Koch des Jahres“ von Gault-Millau in Österreich[1]
- 1999: „Käse Affineur 1999“
- 2000: Kreation des Herbst-/Wintermenüs für die Gran-Class-Passagiere der Austrian Airlines
- 2002: Wahl unter die „15 besten Köchinnen Europas“ von der Zeitschrift Der Feinschmecker
- 2004: 1 Stern im Guide Michelin[3]
- 2006: Verleihung der „Goldenen Roulette Kugel“ von Gault-Millau und Casinos Austria
- 2008: Genussjubiläum „30 Jahre Sonnleitner“
- 2008: 3 Hauben im Gault-Millau
- 2009: Verleihung des „Kärntner Tourismus Award 2009“, 2. Platz in der Kategorie „Hotel“

## Werke
- Um einen Tisch, Kochbuch, 1995, ISBN 3853667988.
- Alpen Adria Küche, Kochbuch mit Karin Longariva, 2002, ISBN 9783706623308.
- Karnische Aromen, Kochbuch, 2005, ISBN 9783708401607.